# Calaveras y diablitos
«Calaveras y diablitos» es una canción de 1997 de la banda de rock argentina Los Fabulosos Cadillacs, escrita por Flavio Cianciarulo e incluida en el álbum Fabulosos Calavera. Esta es otra de sus canciones del repertorio de la banda más representativas y populares, logrando ser reconocida en toda Hispanoamérica, lo que les llevó a tener éxito internacional.
Esta canción reproduce un sonido reggae añejo con coros sutiles que acompañan en todo momento a un tempo sereno. Como segunda voz figura la cantante puertorriqueña Mimi Maura.

## Vídeo musical
El videoclip fue dirigido por Joe Russo y Aaron White y se muestran a los integrantes de dicha banda en varias tomas de lugares y de personas caminando y a la banda cantando en vivo y a todo color la canción, al igual que en varios de sus vídeos musicales de igual manera.

## Premios y nominaciones
| Año  | Publicación | País | Lista                                 | Puesto |
| ---- | ----------- | ---- | ------------------------------------- | ------ |
| 2006 | Alborde     | EUA  | 500 canciones del Rock Iberoamericano | 285°   |